# Made in Japan (álbum)
Made in Japan é um álbum duplo ao vivo da banda inglesa de rock Deep Purple, gravado durante sua primeira turnê no Japão em agosto de 1972. Foi originalmente lançado em 8 de dezembro do mesmo ano no Reino Unido, com lançamento nos Estados Unidos em abril de 1973, e se tornou um sucesso comercial e de crítica.
A banda era conhecida por sua forte apresentação nos palcos, e havia gravado vários shows particulares, ou transmitindo-os nas rádios, mas não se entusiasmaram em gravar um álbum ao vivo até sua gravadora japonesa decidir que seria bom para a publicidade. Eles insistiram em supervisionar a produção ao vivo, incluindo a participação de Martin Birch, que já havia colaborado com a banda, como engenheiro de som, e não estavam particularmente interessados no lançamento do disco, mesmo após a gravação. A turnê foi um sucesso, com um forte interesse da mídia e uma resposta positiva dos fãs.
O álbum foi um sucesso comercial imediato, especialmente nos Estados Unidos, onde foi acompanhado pela canção "Smoke on the Water", e tornou-se uma venda constante ao longo da década de 1970. Um conjunto de três CDs com mais apresentações da turnê foi lançado em 1993, enquanto uma edição remasterizada do álbum com um CD de faixas extras foi lançado em 1998. Em 2014 uma edição de luxo foi anunciada com mais material bônus. O disco teve uma forte recepção crítica e continua a receber reconhecimento. Uma pesquisa dos leitores da revista Rolling Stone em 2012 classificou Made in Japan como o sexto melhor álbum ao vivo de todos os tempos.

## Antecedentes e gravações piratas ao vivo
A segunda formação do Deep Purple ocorreu em julho de 1969 quando os membros fundadores da banda, o guitarrista Ritchie Blackmore, o organista Jon Lord e o baterista Ian Paice recrutaram o cantor Ian Gillan e o baixista Roger Glover para progredir seu som inicial de pop e rock psicodélico para o hard rock. Eles começaram a excursionar extensivamente, tornando-se uma banda ao vivo bem recebida, e haviam gravado vários shows para transmitir no rádio ou ouvir privadamente. No entanto, tinham rejeitado a ideia de lançar um álbum ao vivo comercialmente visto que acreditavam que seria impossível reproduzir a qualidade e experiência de suas apresentações nos palcos em um LP.
Consequentemente, houve uma demanda de gravações piratas da banda. A mais notável delas foi um LP intitulado H Bomb, gravado em Aachen em 11 de julho de 1970, o que levou a um processo judicial posterior quando a Richard Branson da Virgin Records foi processada por vendê-lo. Um artigo publicado pela Melody Maker, que analisava o fenômeno pirata, citou que H Bomb foi a melhor venda naquela época. Este sucesso, juntamente com os álbuns de outros artistas como o Live at Leeds, do The Who e Get Yer Ya-Ya's Out, dos Rolling Stones, convenceu a banda que um disco oficial ao vivo seria bem sucedido comercialmente. Naquela altura, Glover afirmou à revista Sounds que "existem tantas cópias-piratas em circulação, [que] se colocássemos à venda a nossa própria gravação ao vivo, destruiríamos aquele mercado."

## Turnê e gravação
Em 1972, o Deep Purple tinha alcançado sucesso comercial considerável no Japão, incluindo vários singles de sucesso, por isso fazia sentido fazer uma turnê no país. Três datas foram reservadas; o Festival Hall, Osaka, em 11 e 12 de maio, e o Budokan, Tóquio em 16 de agosto, embora estes tenham sido posteriormente alterados para os dias 15 e 16 de agosto, e 17 de agosto, respectivamente, devido a uma turnê antecedente nos Estados Unidos sendo remarcada. As datas esgotaram quase que imediatamente, e, consequentemente, o braço japonês da gravadora da banda, a Warner Bros. Records, queria gravar a digressão para um álbum ao vivo a ser lançado no país. A banda eventualmente concordou com a ideia, mas insistiu que se o disco ia ser lançado, eles queriam que fosse feito corretamente. Gillan lembrou: "dissemos que teríamos que aprovar o equipamento, que queríamos usar o nosso próprio engenheiro e gostaríamos de ter a palavra final sobre se as fitas iriam ser lançadas". A banda chamou o produtor Martin Birch, que já havia trabalhado em álbuns de estúdio anteriores, para gravar os programas em um gravador 8 pistas, para que pudessem ser posteriormente mixados.
O repertório ao vivo da banda foi reformado no início do ano, logo após a gravação de Machine Head, e esse disco representa uma parte substancial de material novo. Embora o repertório permanecesse o mesmo durante a maior parte do ano, abrindo com "Highway Star" e encerrando com "Lazy" e "Space Truckin'", a habilidade e estrutura musical da banda trazia improvisação suficiente dentro das músicas para manter as coisas novas. A intenção original era que a apresentação ao vivo fosse usada por cerca de um ano antes de ser descartado, mas ambos Gillan e Glover demitiram-se da banda em junho de 1973. Quando esta formação foi reformada em 1984, o repertório de 1972 era composto por uma quantidade significativa de material realizado em concerto.

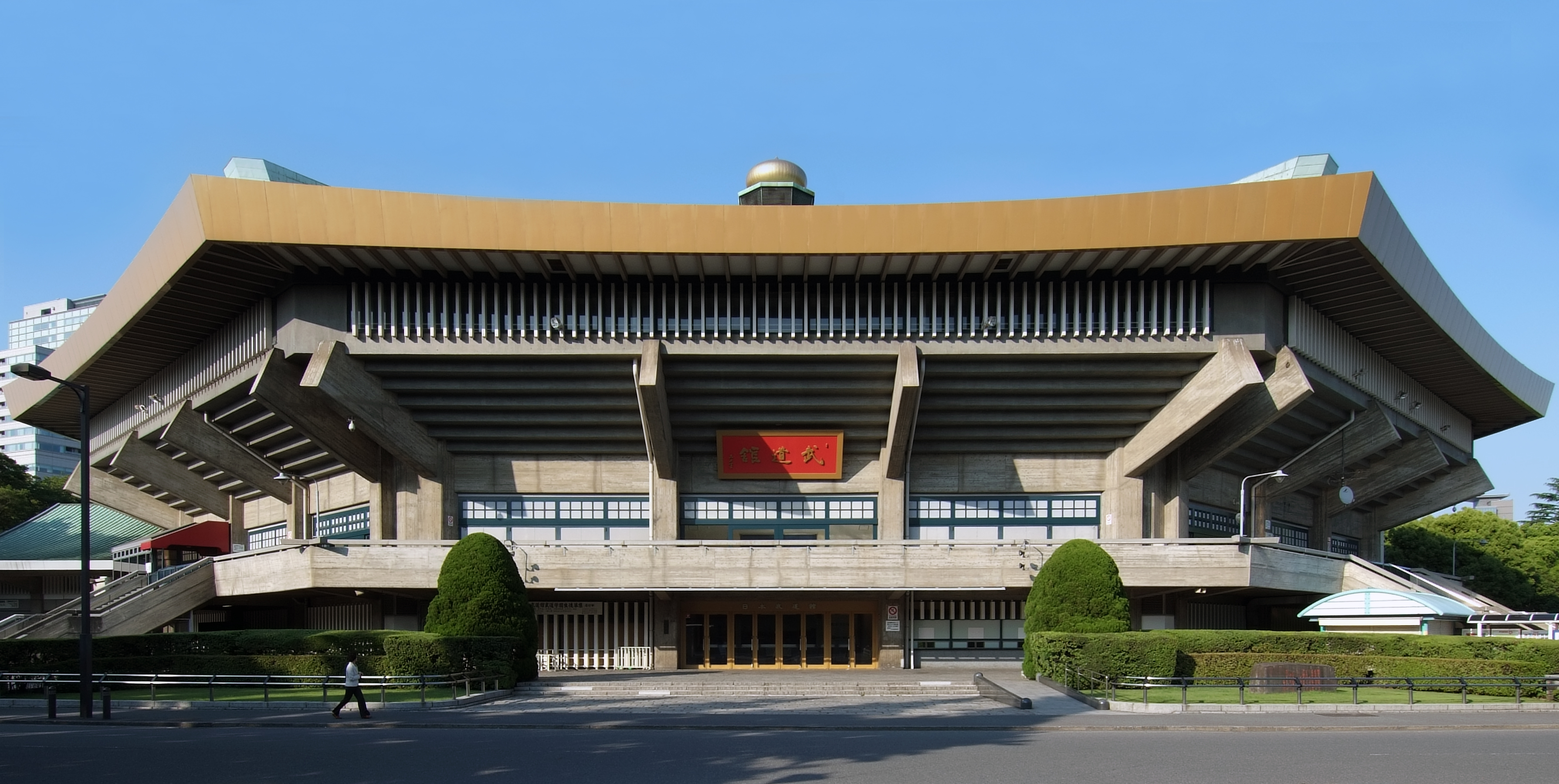
O concerto favorito da banda nesta turnê foi no Nippon Budokan, em 17 de agosto de 1972.

O grupo chegou ao Japão em 9 de agosto, uma semana antes da turnê começar, com uma forte recepção, foram recebidos com presentes e flores. Birch não estava confiante de que a qualidade da gravação poderia ser considerada satisfatória, uma vez que o equipamento fornecido pela Warner Bros. não tinha nenhum controle de equilíbrio e que o tamanho do gravador não apareceu grande o suficiente para capturar uma gravação de qualidade comercial. A banda ficou desinteressada no resultado final, concentrando-se simplesmente em ser capaz de entregar um bom show. Lord mais tarde notou, porém, que sentia que essa atitude trouxe a espontaneidade das performances e interação entre os membros da banda que também foi bem capturada.
O segundo show em Osaka foi considerado o mais forte dos dois, e na verdade esse show compunha a maior parte do LP lançado. Apenas uma canção do show de 15 de agosto,  "Smoke on the Water", foi usada, e isso pode ter sido simplesmente porque era o único show em que Blackmore tocou o riff de abertura da música de acordo com o álbum de estúdio.
A banda considerou o show em Tóquio, em 17 de agosto, como o melhor da turnê. Glover lembrou "doze ou treze mil crianças japonesas estavam cantando juntas com 'Child in Time'" e considerou um destaque na carreira, assim como Gillan. No local, uma linha de guarda-costas foi colocada à frente do palco. Quando Blackmore quebrou sua guitarra durante o final de "Space Truckin'", e a jogou para a plateia, vários de seus fãs subiram para tentar recuperá-la. Blackmore estava irritado, mas o resto da banda achou o incidente engraçado. O show não foi tão bem gravado como os concertos em Osaka, apesar de "The Mule" e "Lazy" serem consideradas de qualidade suficiente para fazer o lançamento final.
Não houve overdub no álbum. Lord alegou uma vez em entrevista a uma revista que uma faixa de "Strange Kind of Woman" teve que ser redublada de um show diferente depois que Gillan tinha tropeçado sobre o cabo de seu microfone, mas nenhuma evidência direta disso foi encontrada quando as fitas multicanais foram examinadas. De acordo com o Lord, o orçamento total para a gravação foi de apenas 3 000 dólares.

## Lançamento
"Esse álbum duplo ... não era para ser lançado fora do Japão. Eles acabaram lançando-o de qualquer maneira e ganharam o disco de platina em cerca de duas semanas."

— Jon Lord
A banda não considerou o álbum importante e só Glover e Paice apareceram para mixá-lo. De acordo com Birch, Gillan e Blackmore nunca ouviram o disco acabado. A banda não queria que o álbum fosse lançado fora do Japão e queria todos os direitos das fitas, mas mesmo assim foi lançado mundialmente.
O disco foi lançado no Reino Unido em dezembro de 1972, com um preço de oferta especial de £3.10, o mesmo preço que um LP típico de um disco daquela época. Alcançou o número 16 nas paradas musicais. A capa foi desenhada por Glover e contou com uma foto colorida da banda nas capas frontal e traseira, e fotos em preto e branco dentro da capa dupla. O lançamento nos Estados Unidos foi adiado para abril de 1973, porque a Warner Bros. queria lançar primeiro Who Do We Think We Are. Eles foram motivados a lançá-lo devido a um fluxo constante de importações do Reino Unido a serem comprados, e foi um sucesso comercial imediato, atingindo o número 6 nas paradas. A Warner também lançou "Smoke on the Water" como single, acoplando a gravação ao vivo em Made in Japan com a versão de estúdio de Machine Head, e chegou à quarta posição nas paradas da Billboard. Uma gravação de "Black Night" do concerto de Tóquio, um dos bis que não estavam no álbum, foi lançada como lado-B do single "Woman from Tokyo" na Europa, e como single separado no Japão.
O lançamento japonês foi intitulado Live in Japan e contou com um design único de capa, com uma fotografia da banda em cima do palco, uma seleção de fotografias de um show no Teatro Rainbow, em Londres, e um encarte com letras e uma mensagem escrita à mão por cada membro da banda. A primeira prensagem veio com um filme de 35mm negativo com fotos da banda que os compradores poderiam desenvolver em suas próprias impressões. As notas da capa alegavam que a gravação só continha o show de Tóquio, embora na verdade, era musicalmente idêntico à versão lançada no resto do mundo. Phil Collen, depois de tocar no Def Leppard, estava na platéia para o show do Rainbow como capturado na imagem, e afirma que ele pode ser visto na capa.
No Uruguai, o álbum foi lançado em 1974 como um LP de um disco (com apenas os dois primeiros lados) pela Odeon Records. É utilizado um desenho de capa simplista diferente de qualquer outra versão, com um sol nascente na imagem.

## Recepção
| Críticas profissionais        | Críticas profissionais |
| Avaliações da crítica         | Avaliações da crítica  |
| Fonte                         | Avaliação              |
| ----------------------------- | ---------------------- |
| AllMusic                      | [ 1 ]                  |
| Encyclopedia of Popular Music | [ 29 ]                 |
| Martin C. Strong              | 8/10                   |
| MusicHound                    | [ 31 ] [ 32 ]          |
| Record Collector              | [ 33 ]                 |
| Rolling Stone                 | (favorável)            |
| The Rolling Stone Album Guide | [ 32 ] [ 35 ]          |

Como um todo a banda tinha sentimentos mistos a respeito do álbum. Gillan foi crítico de seu próprio desempenho, mas ainda ficou impressionado com a qualidade da gravação ao vivo. Paice deu uma impressão muito positiva, sugerindo que os shows foram alguns dos melhores que o grupo havia realizado, e o disco também capturou o espírito deles.
A resposta da crítica foi favorável. John Tiven, escrevendo para a revista Rolling Stone disse que "Made in Japan é o monstro definitivo de metal do Purple, uma apresentação cheia de faísca ... o Deep Purple ainda pode ser eficaz em concerto". Mais tarde, uma enquete entre os leitores da revista determinou que o disco era o sexto melhor álbum ao vivo de todos os tempos, e que apesar de que a banda havia "tocado em inúmeras ocasiões e com diferentes integrantes, nunca haviam tocado de maneira tão perfeita."
Comentários recentes têm sido igualmente positivos. William Ruhlmann do Allmusic considerou o álbum como "um tratamento definitivo do catálogo da banda e seu álbum mais impressionante." William Pinfold da revista britânica Record Collector diz que é um "álbum vital e estridente, apresentando não só o virtuosismo de cada membro, mas também a sua interação telepática, que faz com que as versões de 'Smoke On The Water', 'Highway Star', etc, sejam as definitivas." Pinfold também refere que Made in Japan é provavelmente o melhor trabalho de Deep Purple. O autor de rock Daniel Bukszpan afirmou que o disco é "amplamente reconhecido como um dos melhores álbuns ao vivo de todos os tempos". A revista Goldmine citou que o álbum "definiu o Deep Purple ao mesmo tempo que redefiniu o conceito de álbum ao vivo". Dave Thompson, o autor da banda escreveu: "a posição de primeiro (e melhor) álbum ao vivo do Deep Purple mal tinha diminuído nos 25 anos desde o seu lançamento". Posteriormente o disco foi lembrado no livro 1001 Albums You Must Hear Before You Die, de Robert Dimery, em sua reedição de 2011.
Jörg Michael, ex-baterista de várias bandas incluindo Stratovarius, Headhunter e Saxon, refere que Made in Japan foi o álbum que o inspirou a tocar música.

## Reedições
O LP original tinha vendas constantes ao longo da década de 1970 e permaneceu em produção. A primeira reedição em CD foi em 1988, que continha o disco duplo completo em um único CD.
As fitas com oito faixas dos três shows foram cuidadosamente colocadas em armazenamento pela Warner Bros. Japan para uso futuro. Para o 21º aniversário do álbum em 1993, o Deep Purple e o autor e arquivista Simon Robinson decidiram inquirir através do empresário da banda se as fitas poderiam ser encontradas. Ele descobriu que o show inteiro  tinha sido bem gravado, incluído todos os bis. Em julho, Robinson e Darron Goodwin remixaram as fitas na Abbey Road Studios para uma edição expandida, que foi então masterizada por Peter Mew, em setembro. Para conseguir incluir o máximo possível dos shows ao mesmo tempo em que um preço realista que a maioria dos fãs aceitassem fosse estabelecido, eles decidiram lançar um conjunto de caixas de três CDs, intitulado Live in Japan. Isto incluiu todos os três shows principais, exceto por duas faixas já disponíveis no álbum original. Em seu lugar foram dois bis inéditos.
Robinson posteriormente supervisionou uma nova reedição do álbum original em CD, em 1998, que também foi remasterizado por Mew. Esta versão continha um CD extra com três faixas que haviam sido deixadas fora do conjunto de 1993. O esquema de cores da capa foi revertida para mostrar o texto de ouro em um fundo preto. O Made in Japan remasterizado tem mais edições para fazer uma performance contígua, tornando-se menor do que a versão original. Ao mesmo tempo, uma edição limitada de 4 000 LPs duplos foi lançada em vinil roxo, enquanto na Espanha, a EMI adicionou as versões de estúdio das faixas que compõem o álbum original, além de "Strange Kind of Woman", para o segundo CD.
Em 2014, a Universal Music anunciou que o álbum seria relançado em uma série de formatos, em maio. A opção de luxo foi lançada em um conjunto de quatro CDs ou 9 LPs contendo um novo remix dos três shows na íntegra, um DVD contendo imagens de vídeo inéditas, um livro de capa dura e outras recordações. O LP original também foi relançado em vinil de 180 gramas de acordo com a versão original com a mixagem de 1972, e o áudio está disponível para download digital através de provedores populares.

## Versão cover
Em 13 de janeiro de 2006, a banda de metal progressivo Dream Theater tocou o álbum original na íntegra no Kokusai Forum, em Tóquio, e também no dia 15 no NHK Hall, em Osaka. Ambas as performances foram gravadas, e o último dos dois shows foi lançado pela banda através da Ytsejam Records. Foi mixado para lançamento por Glover.

## Lista de faixas
Todas as canções foram escritas por Ritchie Blackmore, Ian Gillan, Roger Glover, Jon Lord e Ian Paice exceto os anotados.

### Lançamento original em vinil (2 LPs)
| Lado Um |                 |                          |         |  |
| N.º     | Título          | Data e local de gravação | Duração |  |
| 1.      | "Highway Star"  | Osaka em 16 de agosto    | 6:52    |  |
| 2.      | "Child in Time" | Osaka em 16 de agosto    | 12:25   |  |

| Lado Dois |                      |                        |         |  |
| N.º       | Título               | ...                    | Duração |  |
| 3.        | "Smoke on the Water" | Osaka em 15 de agosto  | 7:32    |  |
| 4.        | "The Mule"           | Tóquio em 17 de agosto | 9:50    |  |

| Lado Três |                         |                     |         |  |
| N.º       | Título                  | ...                 | Duração |  |
| 5.        | "Strange Kind of Woman" | Osaka 16 de agosto  | 9:36    |  |
| 6.        | "Lazy"                  | Tóquio 17 de agosto | 10:51   |  |

| Lado Quatro |                  |                       |         |  |
| N.º         | Título           | ...                   | Duração |  |
| 7.          | "Space Truckin'" | Osaka em 16 de agosto | 19:42   |  |

### Conjunto de 3 CDs doLive in Japan
Títulos já divulgados no Made in Japan estão em negrito.
Disco 1Good Morning
Gravado em Osaka em 15 de agosto de 1972
| N.º            | Título                  | Duração |  |
| 1.             | "Highway Star"          | 7:37    |  |
| 2.             | "Child in Time"         | 11:51   |  |
| 3.             | "The Mule"              | 9:36    |  |
| 4.             | "Strange Kind of Woman" | 8:50    |  |
| 5.             | "Lazy"                  | 10:26   |  |
| 6.             | "Space Truckin'"        | 21:35   |  |
| 7.             | "Black Night" (Bis)     | 6:25    |  |
| Duração total: | Duração total:          | 76:22   |  |

- "Smoke on the Water" partir do dia 15 não está incluído aqui, mas está disponível no álbum original
- O bis de "Speed King" a partir do dia 15 não está incluído aqui no CD1, mas está disponível no CD triplo

Disco 2Next week, we're turning professional
Gravado em Osaka em 16 de agosto de 1972
| N.º            | Título                  | Duração |  |
| 1.             | "Highway Star"          | 7:07    |  |
| 2.             | "Smoke on the Water"    | 7:25    |  |
| 3.             | "Child in Time"         | 12:30   |  |
| 4.             | "The Mule"              | 10:22   |  |
| 5.             | "Strange Kind of Woman" | 10:35   |  |
| 6.             | "Lazy"                  | 10:21   |  |
| 7.             | "Space Truckin'"        | 20:13   |  |
| Duração total: | Duração total:          | 78:35   |  |

Os dois bis de "Black Night" e "Lucille" a partir do dia 16 não estão incluídas aqui, mas "Black Night" foi lançada em compilações e "Lucille" está disponível na reedição de Made in Japan em 1998 no CD 2.
Disco 3Can we have everything louder than everything else?
Gravado em Tóquio, em 17 de agosto, 1972
| N.º            | Título                                                        | Duração |  |
| 1.             | "Highway Star"                                                | 7:14    |  |
| 2.             | "Smoke on the Water"                                          | 7:06    |  |
| 3.             | "Child in Time"                                               | 11:32   |  |
| 4.             | "Strange Kind of Woman"                                       | 11:26   |  |
| 5.             | "Lazy"                                                        | 11:16   |  |
| 6.             | "Space Truckin'"                                              | 19:19   |  |
| 7.             | "Speed King" (Bis - gravado em Osaka em 15 de agosto de 1972) | 7:55    |  |
| Duração total: | Duração total:                                                | 75:52   |  |

- "The Mule" a partir do dia 17 não está incluído aqui, mas está disponível no álbum principal
- Os dois bis de "Black Night" e "Speed King" do dia 17 não estão incluídos aqui, mas estão disponíveis no disco 2 da reedição de 1998
- "Speed King" no CD3 é a partir do dia 15

### Edição remasterizada (2 CDs)
Disco UmMade in Japan
| N.º | Título                  | Duração |  |
| 1.  | "Highway Star"          | 6:43    |  |
| 2.  | "Child in Time"         | 12:17   |  |
| 3.  | "Smoke on the Water"    | 7:36    |  |
| 4.  | "The Mule"              | 9:28    |  |
| 5.  | "Strange Kind of Woman" | 9:52    |  |
| 6.  | "Lazy"                  | 10:27   |  |
| 7.  | "Space Truckin'"        | 19:54   |  |

Disco DoisOs Bis
| N.º | Título                                                                                 | Data e local de gravação | Duração |  |
| 1.  | "Black Night" (Uma versão editada havia aparecido anteriormente no Lado-B individual.) | Tóquio em 17 de agosto   | 6:18    |  |
| 2.  | "Speed King" (Inédita)                                                                 | Tóquio em 17 de agosto   | 7:24    |  |
| 3.  | "Lucille" (Albert Collins, Richard Penniman; Inédita)                                  | Osaka em 16 de agosto    | 8:03    |  |

## Formação
Tomado das notas da capa:
Deep Purple
- Ritchie Blackmore – guitarra
- Ian Gillan – vocais, harmônica, percussão
- Roger Glover – baixo
- Jon Lord – Órgão Hammond
- Ian Paice – bateria, instrumento de percussão

- Coordenação – Warner Pioneer

Pessoal adicional
- Produzido por Deep Purple
- Engenheiro – Martin Birch
- Equipamento – Ian Hansford, Rob Cooksey, Colin Hart, Ron Quinton
- Desenho da capa – Roger Glover
- Promotor – Universal Orient Promotions
- Álbum original mixado por Ian Paice e Roger Glover
- Remasterizado por Peter Mew

## Recepção comercial
| Ano  | Gráfico                   | Posição |
| ---- | ------------------------- | ------- |
| 1973 | Austrian Albums Chart     | 1       |
| 1973 | German Albums Chart       | 1       |
| 1973 | Canadian RPM Albums Chart | 1       |
| 1973 | US Billboard 200 Chart    | 6       |
| 1973 | Norwegian Record Charts   | 7       |
| 1973 | UK Albums Chart           | 16      |

| País                             | Provedor     | Certificação |
| -------------------------------- | ------------ | ------------ |
| Alemanha                         | BVMI         | Platina      |
| Áustria                          | IFPI Áustria | Platina      |
| Estados Unidos                   | RIAA         | Platina      |
| França                           | SNEP         | Ouro         |
| Itália Edição do 25º aniversário | FIMI         | Ouro         |
| Reino Unido                      | BPI          | Ouro         |

## Reconhecimento
| Publicação                            | País           | Honra                                                   | Ano  | Posição |
| ------------------------------------- | -------------- | ------------------------------------------------------- | ---- | ------- |
| Kerrang!                              | Reino Unido    | "100 Melhores Álbuns de Heavy Metal de Todos os Tempos" | 1989 | 75      |
| New Musical Express                   | Reino Unido    | "50 Melhores Álbuns Ao Vivo"                            | 2011 | 13      |
| Robert Dimery                         | Estados Unidos | 1001 Albums You Must Hear Before You Die                | 2006 | *       |
| enquete dos leitores da Rolling Stone | Estados Unidos | "10 Melhores Álbuns Ao Vivo"                            | 2012 | 6       |
| Rhythm                                | Reino Unido    | “Os 50 Melhores Álbuns de Bateria”                      | 2007 | 17      |

(*) designa listas não ordenadas.